# Życie u boku dzieci
Życie u boku dzieci (wł. Vita coi figli) – włoski film telewizyjny z 1991 roku w reżyserii Dino Risiego. Obraz miał swoją premierę 28 maja 1991 roku na antenie włoskiej stacji Canale 5, gdzie obejrzało go 5 milionów telewidzów.
Rola w Życiu u boku dzieci była debiutem filmowym Moniki Bellucci.